# Topoliceni, Neamț
Topoliceni este un sat în comuna Poiana Teiului din județul Neamț, Moldova, România.
 Acest articol despre o localitate din județul Neamț este deocamdată un ciot. Puteți ajuta Wikipedia prin completarea lui.